# アルビノ・アリゲーター
『アルビノ・アリゲーター』（原題：Albino Alligator）は、1997年のアメリカ合衆国のサスペンス映画。俳優ケヴィン・スペイシーの初監督作品。
フェイ・ダナウェイは第18回ゴールデンラズベリー賞 最低助演女優賞にノミネートされた。

## あらすじ
強盗に失敗したドヴァとマイロの兄弟とその友人ローの3人はとあるバーに逃げ込むが、警察に包囲されてしまう。バーは出入り口が1つしかないため、3人はバーの経営者ディノと4人の客を人質にして立てこもる。
しかし、警察は3人ではなく、同じバーにいた銃器密輸犯を追ってきて包囲したのだった。
自分たちが警察に追われているのではない事を知った3人だったが、バーの客には素性が知れているため、外には出られない。
外に出るための策を考える3人と人質に衝撃の展開が待ち受ける。

## キャスト
※括弧内は日本語吹替
- ドヴァ - マット・ディロン（平田広明）
- マイロ - ゲイリー・シニーズ（星野充昭）
- ロー - ウィリアム・フィクナー（菅原正志）
- ガイ - ヴィゴ・モーテンセン（納谷六朗）
- ジャネット - フェイ・ダナウェイ（弥永和子）
- ディノ - M・エメット・ウォルシュ（小関一）
- ジャック - ジョン・スペンサー（水野龍司）
- ダニー - スキート・ウールリッチ（土井隆彦）
- ジェニー - メリンダ・マックグロウ（田中敦子）
- ローズ捜査官 - フランキー・フェイソン（乃村健次）
- ブラウニング捜査官 - ジョー・マンテーニャ（仲野裕）
- 捜査官 - エンリコ・コラントーニ